# Shilese Jones
Shilese Jones (Seattle, 26 juli 2002) is een Amerikaanse gymnaste.

## Carrière
Zowel in 2022 als in 2023 won ze de gouden medaille met het Amerikaanse team op het wereldkampioenschap. In 2002 won ze de zilveren medaille meerkamp en brug, en in 2023 haalde ze brons op meerkamp en brug.

## Resultaten
| Jaar | Plaats                        | Resultaten             |
| ---- | ----------------------------- | ---------------------- |
| 2022 | Wereldkampioenschap Liverpool | team · meerkamp · brug |
| 2023 | Wereldkampioenschap Antwerpen | team · meerkamp · brug |